# Sporidesmium pseudobambusae
Sporidesmium pseudobambusae är en svampart som beskrevs av P.M. Kirk 1981. Sporidesmium pseudobambusae ingår i släktet Sporidesmium, ordningen Pleosporales, klassen Dothideomycetes, divisionen sporsäcksvampar och riket svampar.   Inga underarter finns listade i Catalogue of Life.